# Ozono
El ozono (O3) es una sustancia cuya molécula está compuesta por tres átomos de oxígeno, formada al disociarse los dos átomos que componen el gas oxígeno. Cada átomo de oxígeno liberado se une a otra molécula de oxígeno gaseoso (O2), formando moléculas de ozono (O3).
A temperatura y presión ambientales, el ozono es un gas que desprende olor y generalmente sin coloración, pero en grandes concentraciones puede volverse ligeramente azulado. Si se respira en grandes cantidades puede provocar una irritación en los ojos o la garganta, lo cual suele pasar después de respirar aire fresco y rico en oxígeno durante algunos minutos. El ozono a nivel del suelo (ozono troposférico) producido por combustión industrial, realmente es ozono mezclado con dióxido de nitrógeno, puede agravar las enfermedades respiratorias existentes y también provocar irritación de garganta, dolor de cabeza o de pecho.

## Descubrimiento

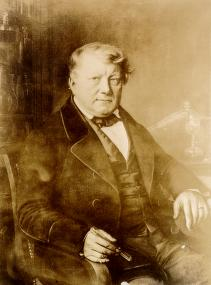
Christian Friedrich Schönbein (1799–1868)

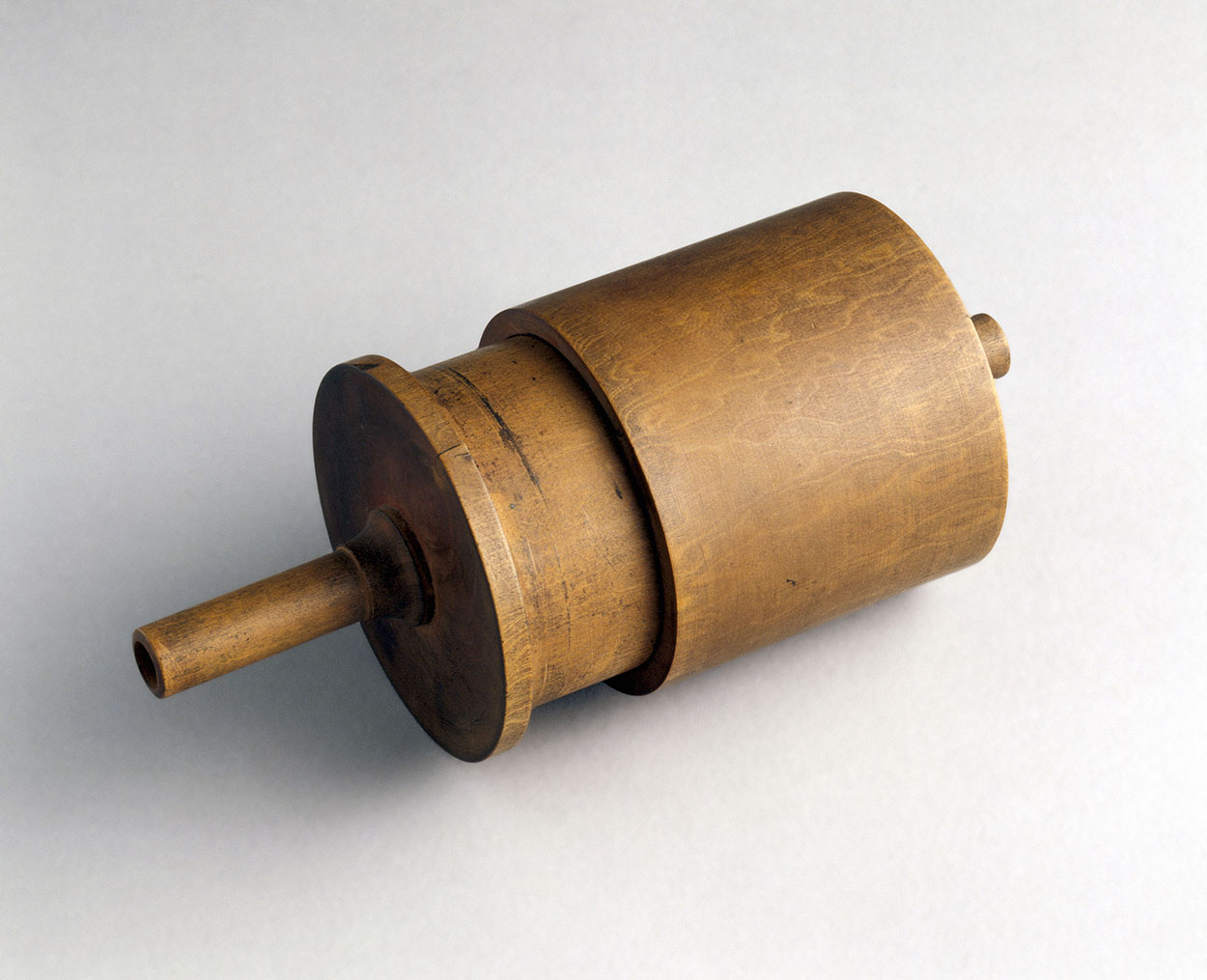
Un prototipo de ozonómetro construido por John Smyth en 1865

El ozono es el primer alótropo de un elemento químico que fue identificado por la ciencia. En la actualidad no se conoce bien quién lo descubrió originalmente, siendo varios los candidatos. Varios estudios apuntan a que fueron los químicos Charles Fabry y Henri Buisson quienes descubrieron en 1913 la capa de ozono.
En 1785, el químico neerlandés Martinus van Marum notó un olor extraño mientras estaba llevando a cabo experimentos con chispas eléctricas por encima del agua, que atribuyó a las reacciones eléctricas, sin darse cuenta de que en realidad había creado ozono.  Medio siglo más tarde, Christian Friedrich Schönbein percibió el mismo olor acre y lo reconoció como el olor que se apreciaba a menudo en las tormentas eléctricas después de la caída de un rayo. En 1839, logró aislar el compuesto gaseoso y lo llamó «ozono», de la palabra griega ozein (ὄζειν), 'tener olor'.  Por esta razón, generalmente se acredita a Schönbein como el descubridor del ozono. La fórmula para el ozono, O3, no fue determinada hasta 1865 por Jacques-Louis Soret y confirmada por Schönbein en 1867.
Durante gran parte de la segunda mitad del siglo XIX y hasta bien entrado el siglo XX, el ozono se consideraba un componente saludable del medio ambiente por los naturalistas y asilos de salud. La localidad de Beaumont, California, tuvo como lema oficial «Beaumont: Zona de Ozono», como evidencian las postales y el encabezamiento de las cartas de la Cámara de Comercio. Los naturalistas que trabajaban al aire libre a menudo consideraban las elevaciones más altas beneficiosas debido a su contenido de ozono. «Hay una atmósfera muy diferente [en la cota más alta] con suficiente ozono para sostener la energía necesaria [para trabajar]», escribió el naturalista Henry Henshaw, trabajando en Hawái. El aire marino se pensaba que era más saludable por su contenido de ozono; pero el olor que da lugar a esta creencia es, de hecho, la de los metabolitos de las algas halogenadas.
Incluso Benjamin Franklin pensaba que la presencia del cólera estaba relacionada con la deficiencia o falta de ozono en la atmósfera, una opinión compartida por la Asociación Británica de Ciencia (British Science Association, entonces conocida simplemente como British Association).

## Producción artificial
Existen diversos métodos para generar ozono de forma artificial, cada uno con sus propias características y aplicaciones. Entre los más comunes encontramos:

### Efecto corona
- Es el método más utilizado y consiste en pasar una corriente eléctrica de alto voltaje a través de una corriente de oxígeno.
- La descarga eléctrica rompe las moléculas de oxígeno O2 y libera átomos de oxígeno individuales, los cuales se recombinan rápidamente formando moléculas de ozono O3.
- Este método es relativamente simple y eficiente, y se utiliza en una amplia variedad de aplicaciones, como la purificación de agua, el tratamiento de aguas residuales y la desinfección de aire.

### Lámparas deradiación ultravioleta
- La luz UV de alta energía puede romper las moléculas de oxígeno, liberando átomos que luego se recombinan en ozono.
- Este método es menos eficiente que el efecto corona, pero se puede utilizar en aplicaciones donde se requiere una baja concentración de ozono.
- Un ejemplo de su uso es la esterilización de equipos médicos.

### Destilación de agua
- El ozono se produce como subproducto de la destilación del agua.
- Este método no es muy eficiente, pero puede ser útil para generar pequeñas cantidades de ozono.

### Hidrólisis
- La hidrólisis es la descomposición del agua por medio de una corriente eléctrica.
- En este proceso, se producen átomos de oxígeno que luego se recombinan en ozono.
- La hidrólisis es un método relativamente nuevo y experimental, pero tiene el potencial de ser una forma eficiente y ecológica de generar ozono.

## Aplicaciones
El ozono se puede producir artificialmente mediante un generador de ozono.
Tiene uso industrial como precursor en la síntesis de algunos compuestos orgánicos, pero principalmente como desinfectante depurador y purificador de aire y aguas minerales. Su principal propiedad es la de ser un fuerte oxidante. También es conocido por el importante papel que desempeña en la atmósfera. A este nivel es necesario distinguir entre el ozono presente en la estratosfera y el de la troposfera. En ambos casos su formación y destrucción son fenómenos fotoquímicos.
En la naturaleza, durante una tormenta cuando el oxígeno del aire es sometido a un pulso de alta energía, como un rayo o relámpagos, el doble enlace O=O del oxígeno se rompe, entregando dos átomos de oxígeno, los cuales luego se recombinan con otras moléculas de oxígeno. Estas moléculas recombinadas contienen tres átomos de oxígeno en vez de dos, lo que origina ozono.

### Desinfección del agua y aire
Según la OMS, el ozono es el desinfectante más eficiente para todo tipo de microorganismos. 
La primera vez que se utilizó con este propósito tuvo lugar en 1893 en una planta de purificación de agua en Holanda, hoy existen en este país más de 3000 plantas de depuración de aguas con ozono. Desde entonces ha ido ganando en popularidad y es empleado cada vez más por industrias y particulares.
Las principales ventajas que aporta el ozono para su uso en aguas son:
- Elimina los olores y sabores del agua.
- No deja residuos.
- Es compatible con otros tratamientos.
- No afecta el pH.
- No colorea el agua.

Una de las principales ventajas de su uso es la conversión del ozono en oxígeno, sin dejar ningún residuo químico perjudicial en el agua.
Las principales ventajas que aporta el ozono para su uso en aire son:
- Elimina virus, bacterias y hongos suspendidos en ambiente, evitando contagios de enfermedades de trasmisión aérea como Covid, Catarros, Gripe, Tuberculosis, Sarampión, Rubéola, Varicela, Tos Ferina y Legionela, entre otros.
- Elimina los malos olores.
- No deja resíduos.

Por lo tanto, el empleo de ozono, para la desinfección de aire resulta mucho más recomendable que el uso de otros desinfectantes, aparte de por su eficacia, por su rápida descomposición en oxígeno.
El ozono es la versión más oxidante del oxígeno, que tan solo con pequeñas dosis consigue purificar el aire. Incluso en umbrales de baja concentración, permitidos en su utilización en presencia de personas. 
La Universidad de Salud de Fujita (Japón), en agosto de 2020, documentó por primera vez en el mundo el hecho de que el gas ozono a baja concentración, que es seguro para el cuerpo humano, inactiva el coronavirus.

## Ozono atmosférico
El ozono atmosférico se encuentra en diferentes concentraciones en la troposfera y en la estratosfera, siendo su concentración más alta alrededor de los 25 km, en la estratosfera (ozonosfera o capa de ozono).
Actúa en la atmósfera como depurador del aire y sobre todo como filtro de los rayos ultravioletas procedentes del Sol. Sin ese filtro la existencia de vida fuera del agua sería prácticamente imposible; de ahí la gran importancia de la llamada “capa de ozono”.
El ozono en su forma natural es un gas de color azul y de un olor picante muy característico. Se licúa a −111,9 °C y se solidifica a −193 °C.
El ozono en altas concentraciones y por períodos prolongados tiene efectos perjudiciales para la salud. El ozono que se produce en la combustión y actividad industrial a menudo se mezcla con dióxido de nitrógeno. Es conocido este ozono como ozono malo.

## Ozono estratosférico

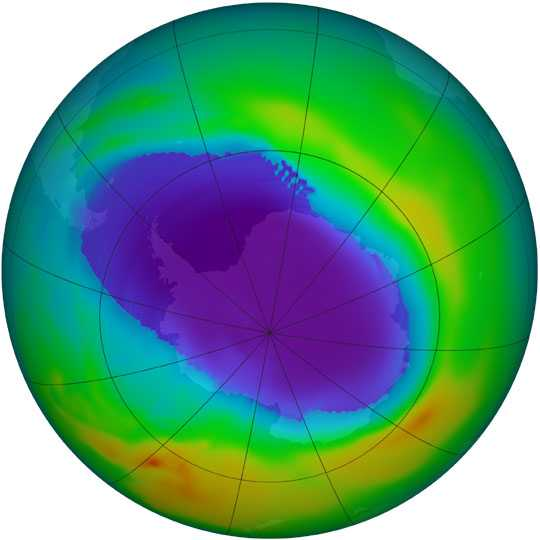
El agujero de la capa de ozono el 22 de septiembre de 2004.

El ozono se encuentra de forma natural en la estratosfera, formando la denominada capa de ozono. El ozono estratosférico se forma por acción de la radiación ultravioleta, que disocia las moléculas de oxígeno molecular (O2) en dos átomos, los cuales son altamente reactivos, pudiendo reaccionar estos con otra molécula de O2 formándose el ozono:
{\displaystyle {\ce {O + O2 +M -> O3 + M}}}
En lo cual M representa cualquier gas que transfiere energía del ozono para estabilizarlo. 
El ozono se destruye a su vez por acción de la propia radiación ultravioleta, ya que la radiación con longitud de onda menor de 290 nm hace que se desprenda un átomo de oxígeno de la molécula de ozono. Se forma así un equilibrio dinámico en el que se forma y destruye ozono, consumiéndose de esta forma la mayoría de la radiación de longitud de onda menor de 290 nm. Así, el ozono actúa como un filtro que no deja pasar dicha radiación perjudicial hasta la superficie de la Tierra.
El equilibrio del ozono en la estratosfera se ve afectado por la presencia de contaminantes, como pueden ser los compuestos clorofluorocarbonados (CFC), que suben hasta la alta atmósfera, donde catalizan la destrucción del ozono más rápidamente de lo que se regenera, produciendo así el agujero de la capa de ozono. El daño que causan cada uno de estos contaminantes es función de su potencial de agotamiento del ozono. Esto fue descubierto por los científicos Mario Molina (México), Frank Sherwood Rowland (Estados Unidos) y el neerlandés Paul J. Crutzen, obteniendo por ello el Premio Nobel de Química en 1995.

Para medir la concentración de ozono en la atmósfera se utilizan instrumentos en satélites, tales como GOMOS en el satélite Envisat.

## Ozono troposférico

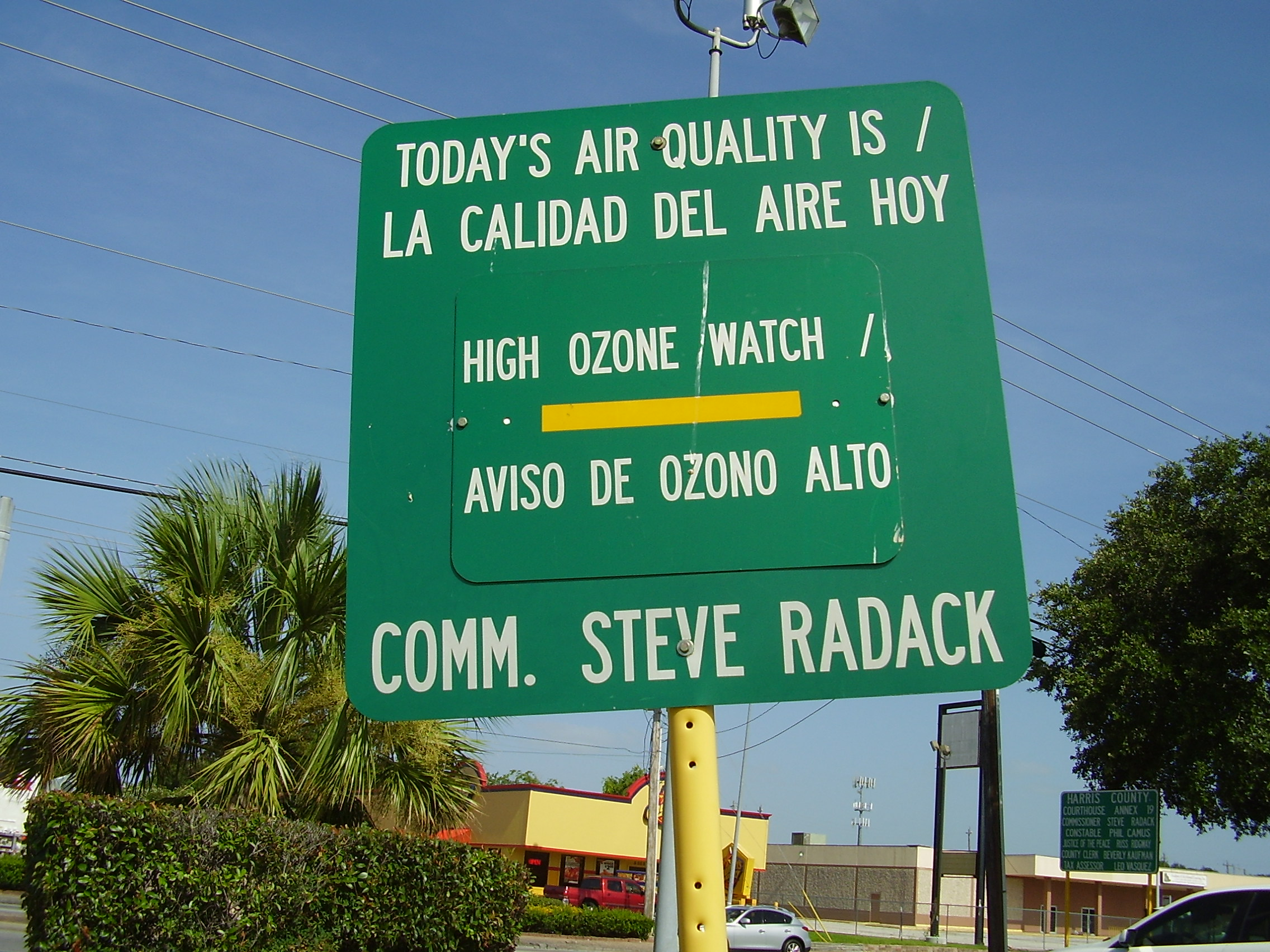
Un letrero de la calidad del aire, señalando un aviso de ozono alto, Gulfton, Houston, Texas.

También denominado ozono ambiental. Se trata de un gas incoloro que se crea a través de reacciones fotoquímicas entre óxidos de nitrógeno (NOx) y compuestos orgánicos volátiles (COV) derivados de fuentes como la quema de combustible. Es el compuesto más destacado de los oxidantes fotoquímicos y forma parte del llamado esmog fotoquímico.
Puede encontrarse en la zona más baja de la atmósfera, ya que proviene de emisiones naturales de COA, NO* y OC, así como del ozono estratífico descendente. Esto se convierte en un problema, puesto que el ozono, en concentración suficiente, puede provocar daños en la salud humana (a partir de unos 150 microgramos por metro cúbico) o en la vegetación (a partir de 30 ppb (partes por billón anglosajón, o millardo) y contribuye a generar un calentamiento en la superficie de la Tierra. Estas características del ozono han propiciado que dentro de la Unión Europea aparezca una normativa relativa al ozono en el aire ambiente (Directiva 2002/3/CE), que establece el nuevo régimen jurídico comunitario sobre el ozono troposférico presente en la baja atmósfera.
Su formación empieza a partir de la emisión del dióxido de nitrógeno (NO2) e hidrocarburos (compuestos que reaccionan en la presencia de calor y luz solar para producir ozono).
El mecanismo mediante el cual se genera el ozono en la troposfera es completamente distinto, ya que a esta altura no llegan las radiaciones ultravioletas. El ozono, en este caso, se forma a partir de ciertos precursores (NO* - óxidos de nitrógeno y VOCs - compuestos orgánicos volátiles, como el formaldehído), contaminantes provenientes de la actividad humana. Estos contaminantes se disocian formando radicales con radiación menos energética, y dichos radicales pueden formar ozono con el oxígeno molecular.
El conjunto del ozono, forma una neblina visible en zonas muy contaminadas, denominada smog fotoquímico o smog de verano, ya que, en el hemisferio norte, ocurre generalmente entre los meses de agosto y septiembre.

## Toxicidad
Su presencia en la estratosfera protege de las excesivas radiaciones ultravioletas. Es un potente oxidante. Es bastante soluble, por lo que su acción irritante se manifiesta en las vías respiratorias superiores. Aunque no es probable que el ozono de forma natural aparezca en concentraciones peligrosas para el hombre, es un compuesto extremadamente reactivo.
El límite diario recomendado de exposición de ozono es de 0,1 partes por millón (ppm), o sea 0,2 miligramos por metro cúbico, calculado como una concentración ponderada en una exposición de ocho horas, y a corto plazo de 0,3 ppm (0,6 mg. por metro cúbico), como una concentración ponderada de quince minutos. Estos valores serían concentraciones considerados inocuos o inofensivos para la salud humana. En función de la concentración puede producir diversos efectos en el organismo (Tabla 1). 
Estudios en animales indican que el ozono en altas concentraciones también puede provocar edema pulmonar, que puede aparecer hasta veinticuatro horas más tarde de la exposición.
La disminución en la función respiratoria no parece ser más pronunciada en fumadores o personas con desórdenes pulmonares preexistentes.
A concentraciones más altas de las permitidas, puede aparecer función renal reducida, fatiga extrema, mareo, inhabilidad para dormir o cianosis.
El ozono es un potente oxidante que reacciona con proteínas y lípidos, particularmente con membranas biológicas. Una pequeña cantidad se absorbe en la sangre; su reactividad extrema limita su habilidad de acumularse. Es posible que haya efectos secundarios caracterizados por un defecto en la disociación del oxígeno de la oxihemoglobina. 
Además, debido a su habilidad oxidante, a muy altas concentraciones puede causar irritación en la piel y los ojos.
A largo plazo, los efectos potenciales que se han detectado han sido migraña, irritación de nariz y garganta, constricción del pecho y congestión pulmonar en trabajadores expuestos.
Se cree que el ozono podría actuar de manera sinérgica con otros materiales, ya que tras un estudio en ratas se comprobó que en los animales expuestos al ozono con anterioridad a una exposición a polvillo de amianto o asbesto, la concentración pulmonar de amianto era superior, un mes después, a la de aquellos animales no expuestos al ozono. Por otra parte, no se observó sinergia entre el ozono y el ácido sulfúrico o dióxido de nitrógeno.
En cuanto al uso de ozono en las industrias, no se considera satisfactoria la detección de fugas por el olor, porque incluso fugas ligeras causan la insensibilidad de sentido olfativo y llevan a la falsa conclusión de que la fuga ya no existe, por lo que se deben emplear detectores de ozono para advertir de forma sonora y visual las fugas.
Tras ser empleado en la industria u otras técnicas de forma artificial, para ser liberado de nuevo a la atmósfera debería pasar a través de un equipo destructor de ozono que provoque la descomposición de ozono a oxígeno, o ser liberado de modo que no represente ningún peligro.
Concentración PPM  Descripción de los efectos
| Concentración O3 | Efectos que produce |
| ---------------- | --- |
| 0,003 - 0,01     | Umbral de percepción olfativa por promedio por persona en aire limpio. |
| 0,02 - 0,04      | Promedio representativo de concentraciones totales de oxidante en la mayoría de las ciudades de los EE. UU en 1964. Aprox. el 95 % de los oxidantes es ozono.                                           |
| 0,05-0,1         | Límite recomendado de exposición, establecido por la OMS para una media máxima diaria de ocho horas. |
| 0,2 - 0,5        | Reducida adaptación a la oscuridad y alteración del equilibrio del músculo extraocular: ocurre tras varias horas de exposición.                                                                         |
| 0,5              | A veces se producen náuseas y dolor de cabeza. Exposiciones prolongadas pueden producir edema pulmonar y propiciar la susceptibilidad frente a infecciones respiratorias (ambas bacterianas y virales). |
| 1,0              | 10 minutos de exposición reducen la tasa de saturación de oxihemoglobina al 50%. |
| 1 - 2            | Exposición crónica (un año seis horas al día) ha resultado en bronquiolitis y bronquitis en animales.                                                                                                   |
| 1,5 - 2          | Exposición de dos horas resulta en tos, dolor subrenal y esputo excesivo. |
| 5 - 25           | Experimentalmente se ha visto que tres horas de exposición a 12 ppm fue mortal para ratas; seres humanos (soldadores) expuestos a 9 ppm desarrollaron edemas pulmonares.                                |
| 30 - 50          | minutos de exposición pueden ser fatales. |

Tabla1.- Relación de la concentración de ozono frente a los efectos que produce en el organismo.

### Primeros auxilios
Si una persona se ve afectada por el ozono, se deben tomar las siguientes precauciones:
1. Retirar al paciente a una atmósfera templada no contaminada y desabrochar la ropa del cuello y la cintura.
2. Mantener al paciente en reposo.
3. Si el paciente tiene dificultad para respirar, suministrarle oxígeno mediante un equipo apropiado y un operario entrenado.
4. Si la respiración es débil o ha cesado, se deberá iniciar la respiración asistida. Se preferirán los métodos boca a boca o boca a nariz.
5. Buscar asistencia médica.
6. La intoxicación por ozono debe tratarse sintomáticamente. Deberá incluir reposo, analgésicos para contrarrestar el dolor y antibióticos prescritos por el médico[15]

### Ozono troposférico
A diferencia de la capa de ozono (a nivel estratosférico), el ozono troposférico se encuentra a nivel del suelo, donde tiene lugar la vida en el planeta.

#### Efectos sobre la salud
Esta molécula es un oxidante muy potente que, en la troposfera, afectará tanto a la vegetación natural como a la producción de cultivos e incluso a la salud humana. En función de la concentración y el tiempo de exposición a los gases, y su generación en caso de que sea de manera industrial mezclado con otros elementos o compuestos como el óxido de nitrógeno, los daños serán más o menos perjudiciales. Puede producir  tos,  irritaciones en la faringe, irritaciones en la garganta y los ojos; dificultades respiratorias, empeoramiento de la función pulmonar o síntomas de malestar general.
En verano, por la mayor cantidad de horas de sol, puede alcanzar umbrales muy peligrosos para la salud y, por ello, es necesario hacer un seguimiento muy detallado de sus concentraciones. En el caso de que se superen los 240 microgramos por metro cúbico (nivel de alerta a la población), existe riesgo para la salud humana. Sobre todo entre las 10,00 y las 16,00 horas, que son los momentos de máxima concentración. Los niños, ancianos y personas con problemas respiratorios serán los grupos más sensibles.
Esta situación es más común en las regiones mediterráneas, donde coinciden situaciones anticiclónicas con grandes densidades de tráfico. La única manera de reducir las emisiones es reduciendo los precursores NOx, COV, es decir, disminuyendo la cantidad de vehículos en las calles.